# OOCL Hong Kong
OOCL Hong Kong är ett containerfartyg registrerat i Hongkong. Hon byggdes på skeppsvarvet Samsung Heavy Industries i Geoje i Sydkorea och leverades i maj 2017. Vid leveransen var hon det  största containerfartyget som någonsin byggts och det tredje fartyget med en lastkapacitet på mer än 20 000 TEU. Det första var MOL Triumph.
OOCL Hong Kong är det första fartyget i G-klassen som beställts av OOCL (Orient Overseas Container Line) och var det första fartyget med en kapacitet på mer än 21 000 TEU. Alla sex fartyg i G-klassen byggdes samma år på samma varv.

## Design
OOCL Hong Kong har en kapacitet att lasta 21413 TEU, staplade i 23 rader.

## Service
OOCL Hong Kong och hennes syster fartyg, OOCL Japan, OOCL Germany, OOCL United Kingdom, OOCL Scandinavia, och OOCL Indonesia, trafikerar en rutt mellan östasien och norra Europa med stopp i Shanghai, Ningbo, Xiamen, Yantian och Singapore samt genom Suezkanalen till Felixstowe, Rotterdam och Gdańsk. Återresan går via Wilhelmshaven, Felixstowe, via Suezkanalen, Singapore, Yantian, och Shanghai. Rundresan tar 77 dygn.